# Patrick Süskind
Patrick Süskind, nemški pisatelj in scenarist, * 26. marec 1949, Ambach am Starnberger See, Nemčija.

## Življenje in delo
Patrick Süskind je odraščal v bavarski vasi Holzhausen. Njegov oče, Wilhelm Emanuel Süskind, je bil pisatelj, prevajalec in dolgoletni sodelavec časopisa Süddeutsche Zeitung. Njegova mati je bila učiteljica športne vzgoje. Njegov starejši brat, Martin E. Süskind, pa je bil novinar. Süskind ima veliko prednikov iz württemberške plemiške rodbine. Tako je naslednik svetopisemskega eksegenta Johanna Albrechta Bengla in s tem tudi reformatorja Johannesa Brenza.
Po osnovni šoli, gimnaziji in odsluženem vojaškem roku je študiral srednjeveško in sodobno zgodovino v Münchnu. Dva semestra tudi v Aix-en-Provence, da bi izboljšal svoje znanje francoskega jezika. V tem času je napisal svoje prve tekste. Prav tako se je udeležil tečajev angleščine, španščine, latinščine, grščine, politike, umetnosti in teologije. Študij je prekinil in ga ni nadaljeval.
V veliki meri se upira pričakovanjem literarne scene. Skoraj nikoli ne daje intervjujev, ne nastopa v javnosti in odklonil je številna odlikovanja, tako nagrado Tukan (1978) in nagrado za književnost nemškega časopisa Frankfurter Allgemeine Zeitung (tudi 1978), kot tudi francosko nagrado za najboljši debut (1986). Za svetovno premiero filma Parfum                 (7. septembra 2006 v Münchnu), posnetega po istoimenskem romanu, ga prav tako ni bilo. V scenariju za film Rossini izraža ironijo do svojega življenja: filmska oseba sramežljivega avtorja se (tudi za dosti denarja) upira, da se posname film po njegovi knjigi. Producenta je naredil skoraj kot kopijo Bernda Eichingerja (Constantin Film), ki je (po lastni izjavi) takrat poskušal od Süskinda odkupiti filmske pravice za film Parfum. 
Njegovih fotografij je zelo malo. V televizijski seriji Monako Franc – Večni Štenc (Monaco Franze - Der ewige Stenz) pa se za kratek čas pojavi v cameo vlogi (9. epizoda v gostilni, kratek vmesni izsek). Na Bayerischer Rundfunk so 7. septembra 2006 vrteli portret v okviru serije »Veliki Bavarci« (»Die großen Bayern«), kjer sam ni niti enkrat spregovoril. Namesto tega sta med drugimi Joachim Król in Christine Kaufmann poročala o svojih izkušnjah z njim.
V glavnem živi v Münchnu, v Seeheimu am Starnberger See in v Montolieuju v Franciji.

## Delo
Njegovo najbolj znano delo je roman Parfum: zgodba o morilcu (1985), ki je bil preveden v 49 jezikov, med njimi celo latinščino s približno 20 milijoni prodanih izvodov (uspešno so zavlačevali skoraj deset let, preden so izdali žepno knjigo) je postal svetovna uspešnica. Leta 2006 je bil v režiji Toma Tykwerja posnet film po romanu Parfum: zgodba o morilcu (in tudi Lola teče (Lola rennt)), potem ko je Constantin Film z Berndom Eichingerjem za okroglih deset milijonov evrov prevzel pravice in stroške razvijanja (glej Parfum - Zgodba o morilcu). Pri glasovanju, ki ga je organiziral BBC, s ciljem vprašati po 100 najpomembnejših knjigah svetovne književnosti, je bil Süskindov Parfum edino nemško delo, ki je končalo na spisku. 
Poleg tega je sodeloval pri scenarijih za televizijsko serijo Monako Franc - Večni Štenc (1982) in Kir Royal (1986), kot tudi pri filmih Rossini - ali morilsko vprašanje, kdo je spal s kom (Rossini – oder die mörderische Frage, wer mit wem schlief; 1997) in O iskanju in najdenju ljubezni (Vom Suchen und Finden der Liebe; 2005), ki je vse režiral Helmut Dietl. Monolog sestavljen iz enega akta z naslovom Kontrabas (Der Kontrabass) je bil v sezoni 1984/85 z več kot 500 predstavami največkrat odigrana gledališka igra na nemško govorečih odrih. Še danes jo imajo v repertoirju, tako v nemških, kot tudi mednarodnih gledališčih.  
Süskind pogosto opisuje (anti-)junake, ki iščejo svoj prostor v svetu in odnosih z drugimi ljudmi. Slednje je tudi avtobiografsko, saj se sam upira tako literarni kot tudi filmski sceni. To je razlog, zakaj je tako malo informacij o njem, saj ne daje intervjujev in se poskuša čim bolj distancirati od javnosti. 

### Leposlovje

#### Romani
Parfum: zgodba o morilcu (Das Parfum, 1985; sl. 1987)

#### Novele
Golob (Die Taube; 1985, sl. 1989)
Zgodba gospoda Sommerja (Die Geschichte von Herrn Sommer, 1991, sl. 2007)

#### Kratka proza in eseji
Tri zgodbe (Drei Geschichten, 1995) 
O ljubezni in smti (Über die Liebe und den Tod, 2006)

#### Scenariji
Čisto normalna norost (Der ganz normale Wahnsinn, 1980), sodeloval kot soavtor scenarija dveh epizod, skupaj s Helmutom Dietlom
Monako Franc - Večni Štenc (Monaco Franz – Der ewige Stenz, 1982), skupaj s Helmutom Dietlom
Kir Royal (Kir Royal, 1986), štiri od šest epizod, vsako skupaj s Helmutom Dietlom
Rossini - ali morilsko vprašanje, kdo je spal s kom (Rossini – oder die mörderische Frage, wer mit wem schlief, 1997), skupaj s Helmutom Dietlom
O iskanju in najdenju ljubezni (Vom Suchen und Finden der Liebe, 2004) s Helmutom Dietlom, Constantin Film, kot knjiga (2005)

#### Prevodi
Jean-Jacques Sempé: Skrivnost prodajalca koles (Das Geheimnis des Fahrradhändlers, 2005)